# Nils Palmstierna (diplomat)
Nils Fredric Palmstierna, född 1 december 1788 i Hömbs församling, Skaraborgs län, död 11 juni 1863 i Hamburg, var en svensk friherre och diplomat. Han var son till Måns Palmstierna.
Palmstierna var ursprungligen militär, trädde i diplomattjänst 1809 och var 1818–1820 envoyé i Wien och i Sankt Petersburg 1820–1845. Han återkallades därefter, sedan han som en av konservatismens ledare vid 1844/45 års riksdag stött sig med Oskar I, och begärde samma år avsked ur krigstjänsten, där han 1843 avancerat till generallöjtnant och tillbringade sina sista år i Hamburg.